# Live at the Troubadour (Hall & Oates)
Live at the Troubadour è il terzo album dal vivo del duo Hall & Oates, pubblicato nel 2008.

## Tracce
1. Everything Your Heart Desires – 6:09
2. When the Morning Comes – 4:05
3. Family Man – 4:17
4. Say It Isn't So – 6:21
5. It's Uncanny – 5:41
6. Had I Known You Better Then – 3:50
7. She's Gone – 5:41
8. Getaway Car – 8:04
9. Cab Driver – 8:48
10. One on One – 7:59
11. Sara Smile – 5:30
12. Maneater – 5:00
13. Out of Touch – 4:40
14. I Can't Go for That (No Can Do) – 9:38
15. Rich Girl – 3:31
16. Kiss on My List – 4:50
17. You Make My Dreams – 4:24
18. Abandoned Luncheonette – 6:11
19. Private Eyes – 3:58